# روبیدیوم هیدرید

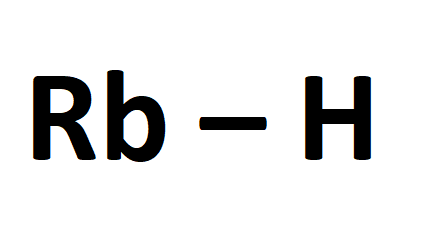
ساختار لوویس روبیدیوم هیدرید بدون الکترون ناپیوندی

روبیدیوم هیدرید (به انگلیسی: Rubidium hydride) با فرمول شیمیایی RbH یک ترکیب شیمیایی است. که جرم مولی آن ۸۶٫۴۷۶ g/mol می‌باشد. شکل ظاهری این ترکیب، بلورهای سفید است.